# Scalopidia spinosipes
Scalopidia spinosipes is een krabbensoort uit de familie van de Scalopidiidae. De wetenschappelijke naam van de soort is voor het eerst geldig gepubliceerd in 1858 door Stimpson.